# Huehuetenango (municipio)
Este artículo corresponde al municipio de Huehuetenango en el departamento homónimo; para el departamento véase Huehuetenango.
Huehuetenango es una ciudad y capital departamental del departamento de Huehuetenango localizada a 261 km de la Ciudad de Guatemala en la República de Guatemala. Tiene una extensión territorial de 204 kilómetros cuadrados, y cuenta con una cabecera municipal, veinte aldeas y veinticinco caseríos.
Durante la época colonial fue el convento y doctrina de «Concepción de Güegüetenango» a cargo de los frailes mercedarios, y cuando estos tuvieron que entregar sus doctrinas al clero secular en 1754, pasó a ser uno de los once curatos de la Provincia y Alcaldía Mayor de Totonicapam, que en 1770 fue visitada por el arzobispo Pedro Cortés y Larraz quien realizó su visita pastoral en esos años.
Tras la Independencia de Centroamérica en 1821, fue cabecera del circuito del mismo nombre en el distrito N.º9 (Totonicapán) para la impartición de justicia, en el territorio del departamento Totonicapán/Huehuetenango. El Departamento de Totonicapan (del náhuatl, totonilco) (español; agua)
Luego, en 1838, fue parte del territorio del Estado de Los Altos que los criollos liberales crearon en el occidente de Guatemala, pero este fue retomado por la fuerza por el general conservador guatemalteco Rafael Carrera en 1840.
Su clima es frío y su fiesta titular se celebra el 16 de julio, en honor a la Virgen del Carmen, o Nuestra señora del Carmen es la denominación común que suele recibir Santa María del Monte Carmelo, una de las diversas advocaciones de la virgen María. Su fundación como municipio fue el 23 de noviembre de 1866.

## Demografía
El municipio de Huehuetenango tiene una población de 121.768 personas, de acuerdo al censo nacional realizado en 2018. De esa cantidad, 47% son hombres y 53% son mujeres y el 100% vive en el área rural.
Según proyecciones realizadas para 2022 tiene una población total de 136.639 habitantes. Para el año 2025 habrá una población de 143.954 habitantes. Y para 2030 habrá un total de 161.692 habitantes según las proyecciones realizadas por el Instituto Nacional de Estadística.

## Religión
| en Huehuetenango           | en Huehuetenango           | en Huehuetenango | en Huehuetenango | en Huehuetenango |
| -------------------------- | -------------------------- | ---------------- | ---------------- | ---------------- |
| Religión                   | Religión                   |                  | Porcentaje       | Porcentaje       |
| Católicos                  | Católicos                  |                  | 52 %             | 52 %             |
| Protestantes y Evangélicos | Protestantes y Evangélicos |                  | 34 %             | 34 %             |
| Sin Religión               | Sin Religión               |                  | 10 %             | 10 %             |
| Iglesia Ortodoxa Siriana   | Iglesia Ortodoxa Siriana   |                  | 4 %              | 4 %              |

## División política
Está dividido en una ciudad (se subdivide en 11 zonas), veinte aldeas (algunas de ellas se encuentran dentro de la ciudad) y veinticuatro caseríos. Está situado en un valle que se encuentra en las faldas de la Sierra de los Cuchumatanes, a 266 kilómetros de la ciudad de Guatemala.
| Categoría | Listado |
| --------- | --- |
| Aldeas    | 1. Zaculeu 2. Canabaj 3. Ocubilá 4. El Terrero 5. Chinacá 6. El Carrizal 7. El Llano 8. Corral Chiquito 9. Lo de Hernández 10. Las Lagunas 11. Tojzale 12. Jumaj 13. Suculque 14. Cambote 15. Llano Grande 16. Chimusinique 17. La Estancia 18. San Lorenzo 19. Chiquiliabaj                                                                       |
| Caseríos  | 1. Chola 2. Zaculeu Capilla 3. Terrero Alto 4. Segundo Carrizal 5. Ruinas de Zaculeu 6. Xinajxoj 7. Chibacabe 8. Canshac 9. El Llano Grande 10. Chiloja 11. Sucuj 12. Pox 13. Tojocaz 14. Talmiche 15. Ojechejel 16. Las Pilas 17. Xetenam 18. Sunul 19. Cancelaj 20. Las Florecitas 21. El Orégano 22. Río Negro 23. Quiaquixiac 24. Jocote Seco. |

## Geografía física

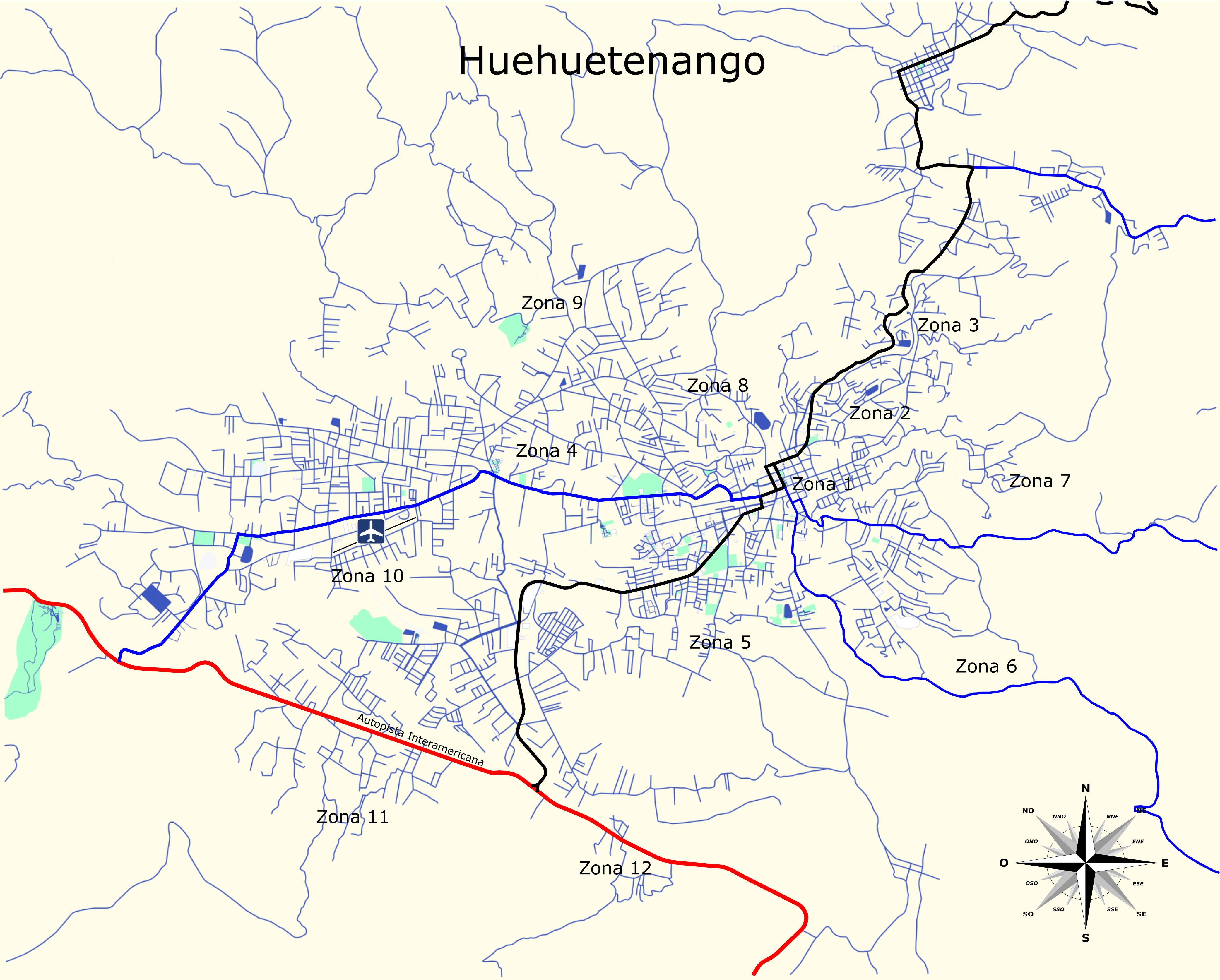
Mapa de la ciudad de Huehuetenango y sus respectivas zonas.

### Clima
En la cabecera municipal de Huehuetenango tiene clima templado, y según la Clasificación de Köppen, se caracteriza por ser de clima subtropical subhúmedo templado (Cwb), debido a que la cabecera y la ciudad están arriba de los 1,800 m.s.n.m.; por lo tanto, su promedio de temperaturas medias no superan los 20 °C, mientras que las mínimas no sobrepasan los 13 °C. Las precipitaciones no sobrepasan los 1300 mm anuales.
| Parámetros climáticos promedio de Huehuetenango | Parámetros climáticos promedio de Huehuetenango | Parámetros climáticos promedio de Huehuetenango | Parámetros climáticos promedio de Huehuetenango | Parámetros climáticos promedio de Huehuetenango | Parámetros climáticos promedio de Huehuetenango | Parámetros climáticos promedio de Huehuetenango | Parámetros climáticos promedio de Huehuetenango | Parámetros climáticos promedio de Huehuetenango | Parámetros climáticos promedio de Huehuetenango | Parámetros climáticos promedio de Huehuetenango | Parámetros climáticos promedio de Huehuetenango | Parámetros climáticos promedio de Huehuetenango | Parámetros climáticos promedio de Huehuetenango |
| Mes                                             | Ene.                                            | Feb.                                            | Mar.                                            | Abr.                                            | May.                                            | Jun.                                            | Jul.                                            | Ago.                                            | Sep.                                            | Oct.                                            | Nov.                                            | Dic.                                            | Anual                                           |
| ----------------------------------------------- | ----------------------------------------------- | ----------------------------------------------- | ----------------------------------------------- | ----------------------------------------------- | ----------------------------------------------- | ----------------------------------------------- | ----------------------------------------------- | ----------------------------------------------- | ----------------------------------------------- | ----------------------------------------------- | ----------------------------------------------- | ----------------------------------------------- | ----------------------------------------------- |
| Temp. máx. media (°C)                           | 21.6                                            | 23.0                                            | 25.1                                            | 25.7                                            | 25.1                                            | 23.5                                            | 23.2                                            | 23.8                                            | 23.3                                            | 22.5                                            | 22.0                                            | 21.8                                            | 23.4                                            |
| Temp. media (°C)                                | 15.5                                            | 15.8                                            | 17.7                                            | 18.6                                            | 18.8                                            | 18.1                                            | 17.6                                            | 17.7                                            | 17.6                                            | 17.0                                            | 15.9                                            | 15.8                                            | 17.2                                            |
| Temp. mín. media (°C)                           | 8.3                                             | 8.6                                             | 10.4                                            | 11.6                                            | 12.6                                            | 12.8                                            | 12.1                                            | 11.6                                            | 11.9                                            | 11.5                                            | 9.8                                             | 8.7                                             | 10.8                                            |
| Precipitación total (mm)                        | 9                                               | 12                                              | 25                                              | 46                                              | 120                                             | 228                                             | 134                                             | 140                                             | 229                                             | 156                                             | 37                                              | 11                                              | 1147                                            |
| Fuente: Climate-Data.org                        |                                                 |                                                 |                                                 |                                                 |                                                 |                                                 |                                                 |                                                 |                                                 |                                                 |                                                 |                                                 |                                                 |

### Ubicación geográfica
Las colindancias del municipio de Huehuetenango son las siguientes:
- Norte: Chiantla y Aguacatán, municipios del departamento de Huehuetenango
- Sur: 
  - Malacatancito, municipio del departamento de Huehuetenango
  - San Pedro Jocopilas, municipio del departamento de Quiché.[12]
- Este: Aguacatán, municipio del departamento de Huehuetenango
- Oeste: Santa Bárbara y San Sebastián Huehuetenango, municipio del departamento de Huehuetenango

|                                                  | Norte: Chiantla Aguacatán              |                 |
| Oeste: Santa Bárbara San Sebastián Huehuetenango |                                        | Este: Aguacatán |
|                                                  | Sur: Malacatancito San Pedro Jocopilas |                 |

## Gobierno municipal
Los municipios se encuentran regulados en diversas leyes de la República, que establecen su forma de organización, lo relativo a la conformación de sus órganos administrativos y los tributos destinados para los mismos.  Aunque se trata de entidades autónomas, se encuentran sujetos a la legislación nacional y las principales leyes que los rigen desde 1985 son:
| N.º | Ley                                                | Descripción |
| --- | -------------------------------------------------- | --- |
| 1   | Constitución Política de la República de Guatemala | Tiene una regulación legal específica para los municipios en los artículos 253 al 262. |
| 2   | Ley Electoral y de Partidos Políticos              | Ley de carácter constitucional aplicable a los municipios en el tema de la conformación de sus autoridades electas. |
| 3   | Código Municipal                                   | Decreto 12-2002 del Congreso de la República de Guatemala. Tiene la categoría de ley ordinaria y contiene preceptos generales aplicables a todos los municipios, e inclusive contiene legislación referente a la creación de los municipios.             |
| 4   | Ley de Servicio Municipal                          | Decreto 1-87 del Congreso de la República de Guatemala. Regula las relaciones entra la municipalidad y los servidores públicos en materia laboral. Tiene su base constitucional en el artículo 262 de la constitución que ordena la emisión de la misma. |
| 5   | Ley General de Descentralización                   | Decreto 14-2002 del Congreso de la República de Guatemala. Regula el deber constitucional del Estado, y por ende del municipio, de promover y aplicar la descentralización y desconcentración económica y administrativa.                                |

El gobierno de los municipios está a cargo de un Concejo Municipal mientras que el código municipal —ley ordinaria que contiene disposiciones que se aplican a todos los municipios— establece que «el concejo municipal es el órgano colegiado superior de deliberación y de decisión de los asuntos municipales […] y tiene su sede en la circunscripción de la cabecera municipal»; el artículo 33 del mencionado código establece que «[le] corresponde con exclusividad al concejo municipal el ejercicio del gobierno del municipio».
El concejo municipal se integra con el alcalde, los síndicos y concejales, electos directamente por sufragio universal y secreto para un período de cuatro años, pudiendo ser reelectos.
Existen también las Alcaldías Auxiliares, los Comités Comunitarios de Desarrollo (COCODE), el Comité Municipal del Desarrollo (COMUDE), las asociaciones culturales y las comisiones de trabajo. Los alcaldes auxiliares son elegidos por las comunidades de acuerdo a sus principios y tradiciones, y se reúnen con el alcalde municipal el primer domingo de cada mes, mientras que los Comités Comunitarios de Desarrollo y el Comité Municipal de Desarrollo organizan y facilitan la participación de las comunidades priorizando necesidades y problemas.
Los alcaldes que ha habido en el municipio son:
- 2012-2016: Miguel Bautista[15]

### Celebración del grito de Independencia en Huehuetenango

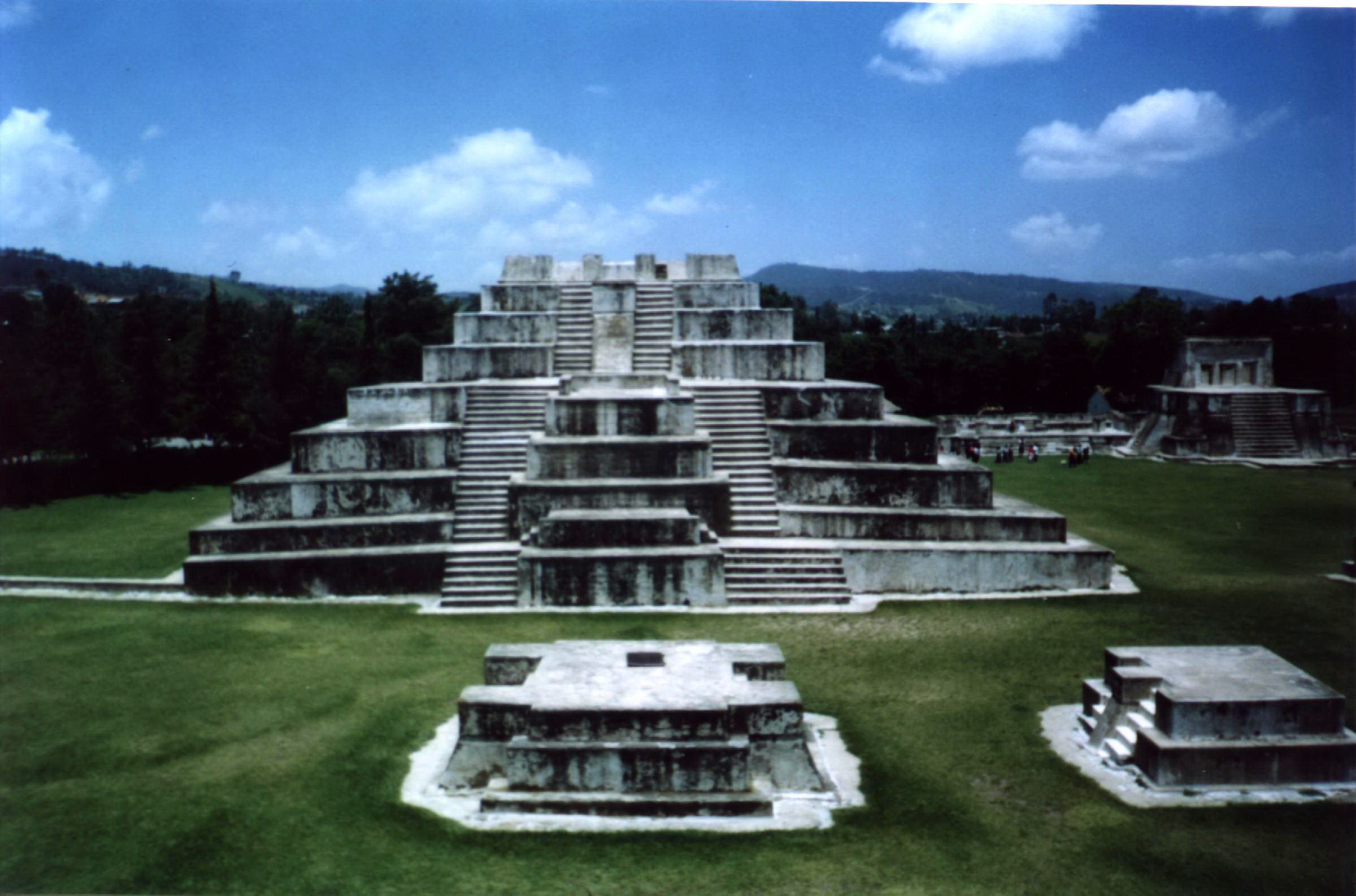
Sitio arqueológico de Zaculeu, se encuentra a poca distancia de la ciudad.

| Según el acta Municipal número 190-2016, de fecha 14 de septiembre del 2016, se ACUERDA: I) Declarar el día 19 de septiembre, como Día del Grito de Independencia de Huehuetenango, a partir de las seis de la tarde, con quema de cohetillos y concierto de marimba, izada de la Bandera Nacional de Guatemala y Bandera de Huehuetenango en la Plaza de Armas (Parque Central). II) Declarar la canción canto a mi Huehuetenango, compuesta por el Profesor Gonzalo López Rivas, como Himno de Huehuetenango, el cual se entonará cada 20 de septiembre como parte de las actividades para conmemorar la Independencia de Huehuetenango, fomentando así el civismo y patriotismo entre la población. III) Aprobar la colocación de una placa conmemorativa que contenga el Acta de Independencia de Huehuetenango, en la Plaza de Armas de esta ciudad de Huehuetenango. IV) Se instruye a las dependencias correspondientes de esta Municipalidad, para que den a conocer el presente Acuerdo por los medios de comunicación disponible, invitando a todos los centros educativos y vecinos en general para que participen en estas actividades. V) El presente acuerdo entra en vigencia de forma inmediata". —Acuerdo Municipal del Acta Número 190-2016, 14 de septiembre 2016 |

## Historia

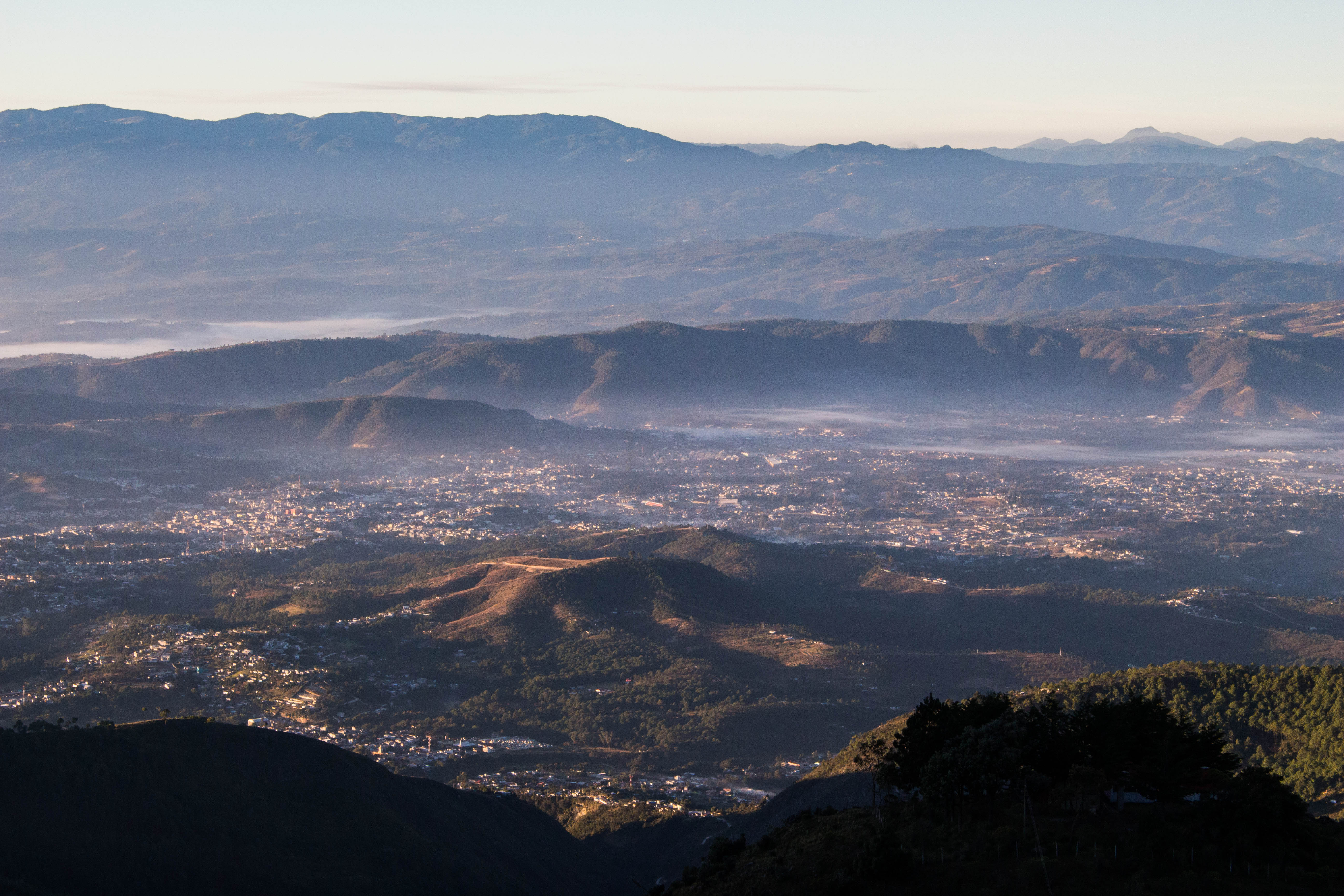
Vista hacia la ciudad desde los Cuchumatanes.

### Doctrina mercedaria
En 1565 se creó la Provincia mercedaria de la Presentación de Guatemala; originalmente, la orden mercedaria había obtenido del obispo Francisco Marroquín varios curatos en el valle de Sacatepéquez y Chimaltenango, pero los cambiaron con los dominicos por el área de la Sierra de los Cuchumatanes. Durante la primera parte del siglo xvii tenían a su cargo la evangelización de algunos pueblos alrededor de la ciudad de Santiago de los Caballeros de Guatemala, que con el paso del tiempo pasaron a formar parte de la ciudad; dichos pueblos fueron Espíritu Santo, Santiago, San Jerónimo y San Anton —que funcionaba como la cabecera de su encomienda y vicaría y en donde estaba el convento que tenían los mercedarios y que asistía el comendador, cura y coadjutor de la orden.
La corona española se enfocó en la catequización de los indígenas. Las congregaciones fundadas por los misioneros reales en el Nuevo Mundo fueron llamadas «doctrinas de indios» o simplemente «doctrinas». Originalmente, los frailes tenían únicamente una misión temporal: enseñarle la fe católica a los indígenas, para luego dar paso a parroquias seculares como las establecidas en España; con este fin, los frailes debían haber enseñado los evangelios y el idioma español a los nativos. Ya cuando los indígenas estuvieran catequizados y hablaran español, podrían empezar a vivir en parroquias y a contribuir con el diezmo, como hacían los peninsulares..
Pero este plan nunca se llevó a cabo, principalmente porque la corona perdió el control de las órdenes regulares tan pronto como los miembros de éstas se embarcaron para América. Protegidos por sus privilegios apostólicos para ayudar a la conversión de los indígenas, los misionares solamente atendieron a la autoridad de sus priores y provinciales, y no a la de las autoridades españolas ni a las de los obispos. Los provinciales de las órdenes, a su vez, únicamente rendían cuentas a los líderes de su orden y no a la corona. Una vez habían establecido una doctrina, protegían sus intereses en ella, incluso en contra de los intereses del rey y de esta forma las doctrinas pasaron a ser pueblos de indios que se quedaron establecidos para todo el resto de la colonia.
Las doctrinas tenían tres características principales:
1. eran independientes de controles externos (tanto civiles como eclesiásticos)
2. eran administradas por un grupo de frailes
3. tenían un número relativamente grande de anexos.[17]

La administración colectiva por parte del grupo de frailes eran la característica más importante de las doctrinas ya que garantizaba la continuación del sistema de la comunidad en caso falleciese uno de los dirigentes.
Según la relación del obispo Juan de las Cabezas en 1613 y las actas de visita pastoral del arzobispo Pedro Cortés y Larraz en 1770, los mercedarios llegaron a tener a su cargo nueve doctrinas, y sus muchos anexos, que eran: Santa Ana de Malacatán, Concepción de Huehuetenango, San Pedro de Solomá, Nuestra Señora de la Purificación de Jacaltenango, Nuestra Señora de la Candelaria de Chiantla, San Andrés de Cuilco, Santiago de Tejutla, San Pedro de Sacatepéquez, y San Juan de Ostuncalco.
En 1754, debido a las reformas borbónicas impulsadas por la corona española, los mercedarios y el resto del clero regular tuvieron que transferir sus doctrinas y curatos al clero secular, por lo que la orden perdió su doctrina en Huehuetenango.

### Tras la Independencia de Centroamérica
El Estado de Guatemala fue definido de la siguiente forma por la Asamblea Constituyente de dicho estado que emitió la constitución del mismo el 11 de octubre de 1825: «el estado conservará la denominación de Estado de Guatemala y lo forman los pueblos de Guatemala, reunidos en un solo cuerpo.  El estado de Guatemala es soberano, independiente y libre en su gobierno y administración interior.»
Huehuetenango fue uno de los municipios originales del Estado de Guatemala en 1825; era parte del departamento de Totonicapán/Huehuetenango, cuya cabecera era Totonicapam e incluía a Momostenango, Nebaj, Huehuetenango, Malacatán, Soloma, Jacaltenango, y Cuilco.
La constitución política del Estado de Guatemala decretada el 11 de octubre de 1825 dividió al Estado en once distritos para la impartición de justicia; de esta cuenta, Huehuetenango fue sede del circuito del mismo nombre en el distrito N.º 9 (Totonicapán) junto con Chiantla, Nectá y Usumacinta, Aguacatán, Chalchitán, la Cordillera, Moscoso, Todos Santos, San Martín, el Trapichillo, Guaylá, Colotenango, San Ildefonso Ixtahuacán, Ichil, Santa Bárbara, Malacatán, San Ramón, San Lorenzo, Santa Isabel, San Sebastián, San Juan Atitán y Santiago Chimaltenango.

### El efímero Estado de Los Altos

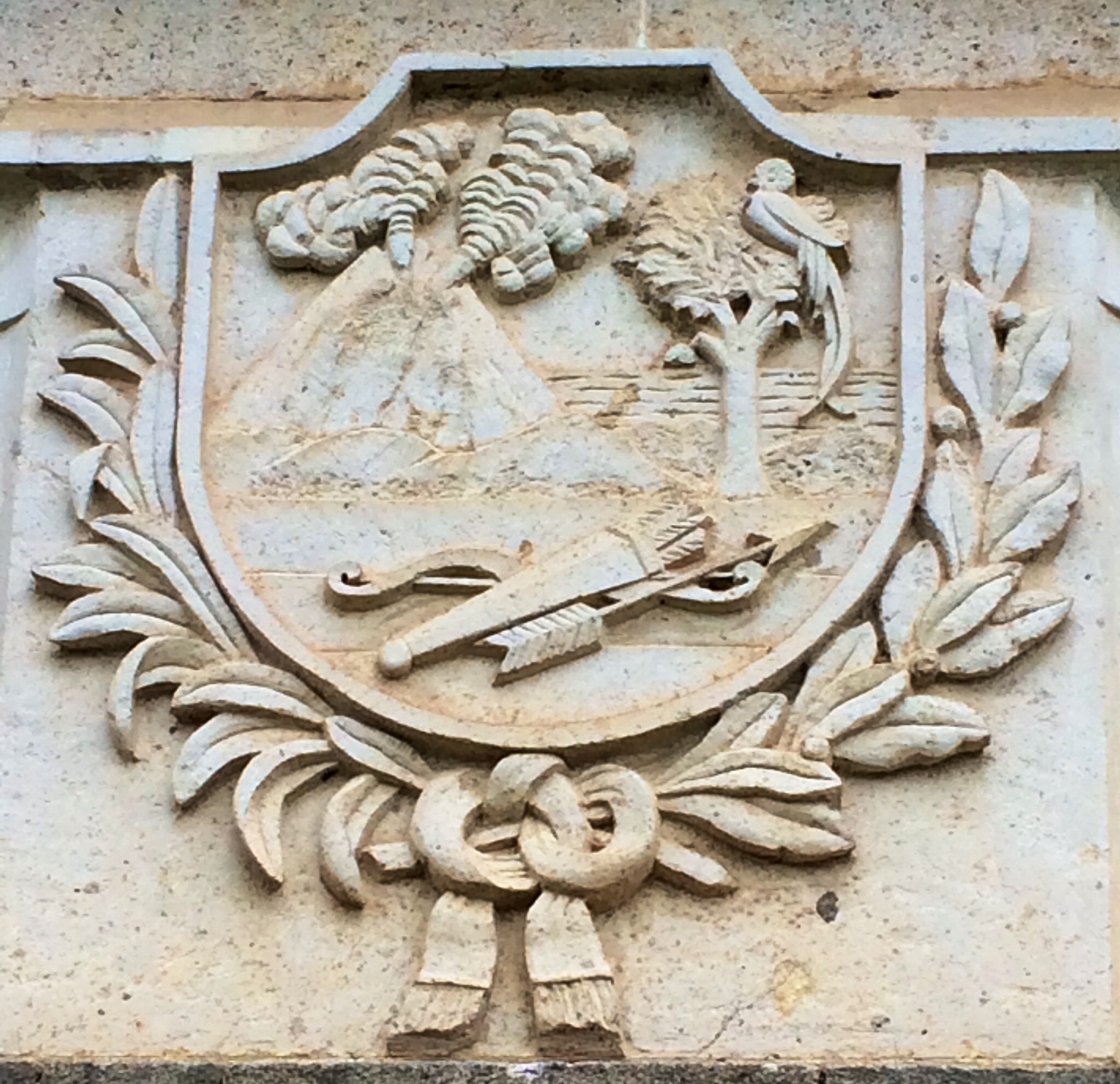
Escudo del Estado de los Altos

A partir del 3 de abril de 1838, el poblado de Huehuetenango fue parte de la región que formó el efímero Estado de Los Altos y que forzó a que el Estado de Guatemala se reorganizara en siete departamentos y dos distritos independientes el 12 de septiembre de 1839:
- Departamentos: Chimaltenango, Chiquimula, Escuintla, Guatemala, Mita, Sacatepéquez, y Verapaz
- Distritos: Izabal y Petén[24]

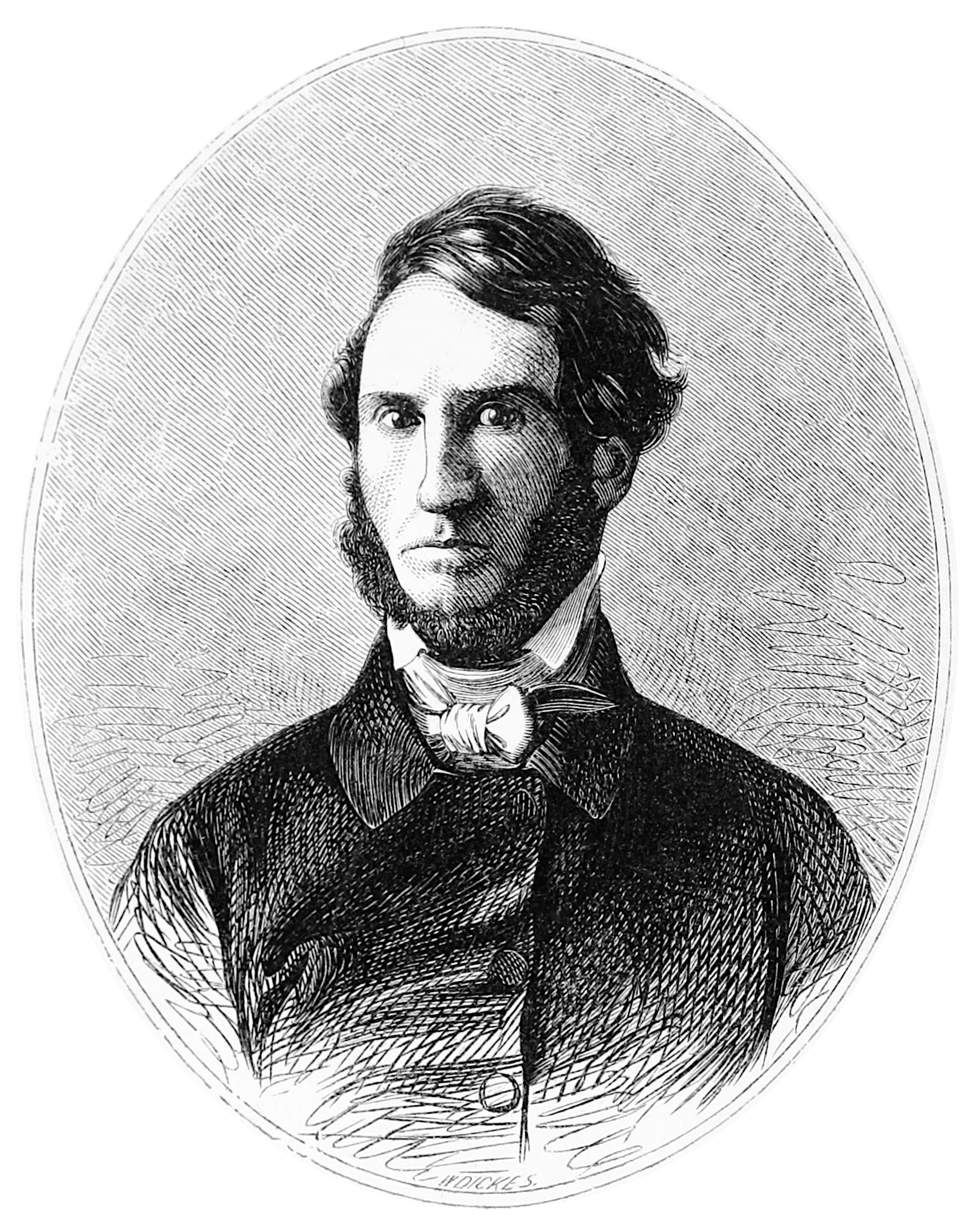
John Lloyd Stephens, diplomático y explorador estadounidense que visitó a Guatemala entre 1839 y 1842 por comisión del presidente de los Estados Unidos, Martin Van Buren.

La región occidental de la actual Guatemala había mostrado intenciones de obtener mayor autonomía con respecto a las autoridades de la ciudad de Guatemala desde la época colonial, pues los criollos de la localidad consideraban que los criollos capitalinos que tenían el monopolio comercial con España no les daban un trato justo.  Pero este intento de secesión fue aplastado por el general Rafael Carrera, quien reintegró al Estado de Los Altos al Estado de Guatemala en 1840.

## Economía

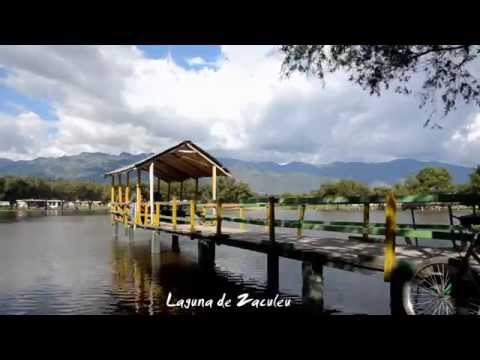
Laguna de Zaculeu.

Al igual que en el departamento de Huehuetenango, su producción agropecuaria incluye variedad de maderas de construcción como pino, encino, roble y aliso, entre otras.
El maíz se cultiva en un 82% de los centros poblados y se manejan cifras similares para el café. El frijol, por su parte, es producido en un ocho por ciento del territorio del municipio. En menor escala también se siembra repollo, zanahora, remolacha, tomate, rábano, camote, haba y papa. En cuanto a frutas, el durazno es producido en un 18% de las aldeas y los caseríos, mientras los cítricos se encuentran en una cifra similar al 24%
La producción agrícola se dedica mayoritariamente al autoconsumo, particularmente el maíz y el frijol. En lo que respecta a la tecnología utilizada en la producción agrícola, en un 78 por ciento de los poblados usan fertilizantes, en un seis por ciento hacen uso de semillas mejoradas y en 48 por ciento controlan plagas. En cuanto al ganado, un 64 por ciento de los poblados reportan actividades ganaderas de importancia, mientras un 52 por ciento de los lugares del territorio admiten explotar el ganado menor pero en menor escala, en especial credos y otras especies. Su producción artesanal incluye artículos de cuero, tejidos de algodón, cerámica, instrumentos musicales –destacando la fabricación de guitarras-, ladrillos de cementos y barro. También se han encontrado dentro del municipio minas de plomo y de cobre.
En la actualidad se tiene un proyecto de alto impacto para la economía,que es la conectividad  aérea que va a mejorar directamente en el índice de competitividad turística de huehuetenango, la cual generara divisas derivado por el turismo y los diferentes servicios y productos adquiridos por las personas que nos visitan por motivo de trabajo o por vacaciones.

## Gastronomía
Huehuetenango es un departamento de Guatemala multilingüe y plurilingüe, por tal motivo, su gastronomía también es muy variada. Entre la gastronomía típica que se disfruta en la cabecera departamental es: pepián de pollo, pollo en jocón, tamales colorados hechos de arroz, chorizos y longanizas (hechos con carne de marrano).
Entre sus postres se encuentran: dulces de horno, higos y chilacayotes en dulce.
En fechas especiales como Semana Santa se hace pan criollo y frutas en miel; para el Día de los Santos (1 de noviembre) se degusta el famoso fiambre y para Nochebuena/Navidad (24 de diciembre) se preparan tamales colorados hechos de arroz con carne de pollo, cerdo o pavo (chompipe) y como bebida especial el ponche de frutas y el café (cultivado especialmente en la región este y norte del departamento). 

## Centros Turísticos

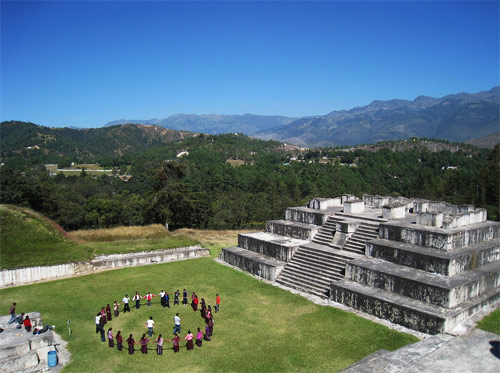
Ruinas de Zaculeu

Huehuetenango cuenta con muchos lugares turísticos en ellos encontramos "La Laguna de Zaculeu", el parque arqueológico "Ruinas de Zaculeu"  y uno de los más recientes y visitados es «El Tanque» ubicado en el Terrero zona 4, donde se puede observar todo Huehuetenango. Los días más visitado son durante las fiestas como: Navidad y Año nuevo, desde allí se pueden observar las luces pirotécnicas y cohetes que se queman a media noche.[cita requerida] La diversidad ecológica que se encuentra encuentra en Huehuetenango ofrece de igual manera, una opción de visita por los paisajes y el entorno general, cuenta con diferentes lugares turísticos fuera de la cabecera departamental como es el caso de los Cenotes de Candelaria.

## Ciudadanos notables
- Wotzbelí Aguilar, compositor
- Juan Diéguez Olaverri, poeta
- Gonzalo López Rivas, compositor
- Efraín Ríos Montt, 38.º presidente de Guatemala
- Horacio Galindo Castillo, escritor

- Paco Pérez, músico
- Osberto Makepeace, creador de la bandera de Huehuetenango
- Gonzalo López Rivas, compositor del "Canto a mi Huehuetenango" entre otros.
- Carlos Gómez (Marc), escritor  poeta

## Ciudades hermanas
La ciudad de Huehuetenango está hermanada con las siguientes ciudades alrededor del mundo:
- Comitán de Domínguez,  Chiapas, México
- Charlottesville, Virginia, Estados Unidos

## Otras capitales departamentales
| Departamento | Capital        | Departamento  | Capital               | Departamento  | Capital       | Departamento   | Capital        |
| ------------ | -------------- | ------------- | --------------------- | ------------- | ------------- | -------------- | -------------- |
| Alta Verapaz | Cobán          | Baja Verapaz  | Salamá                | Chimaltenango | Chimaltenango | Chiquimula     | Chiquimula     |
| El Progreso  | Guastatoya     | Quiché        | Santa Cruz del Quiché | Escuintla     | Escuintla     | Jutiapa        | Jutiapa        |
| Izabal       | Puerto Barrios | Jalapa        | Jalapa                | Petén         | Flores        | Quetzaltenango | Quetzaltenango |
| Retalhuleu   | Retalhuleu     | Sacatepéquez  | Antigua Guatemala     | San Marcos    | San Marcos    | Santa Rosa     | Cuilapa        |
| Sololá       | Sololá         | Suchitepéquez | Mazatenango           | Totonicapán   | Totonicapán   | Zacapa         | Zacapa         |